# Банджарский язык
Банджа́рский язык (бандж. Bahasa Banjar, بهاس بنجر) — язык банджаров, один из малайско-полинезийских языков австронезийской языковой семьи. Численность носителей — 5,9 млн. Распространён в Южном Калимантане, а в качестве лингва-франка почти по всему индонезийскому Калимантану.
Весьма близок малайскому языку, и по разным классификациям включается либо в собственно малайскую подгруппу (Local Malay), либо в вышестоящую малайско-чамскую ветвь (малаическую, Malayic) западнозондской зоны.
В качестве письменности используется модифицированный арабский алфавит джави и латиница.

## Фонологические сведения
Вокализм представлен пятью гласными /a, i, u, e, o/ (в некоторых диалектах — только тремя).

## Сведения о диалектах
Выделяют два основных диалекта — верхний речной (Banjar Hulu) и нижний речной (Banjar Kuala).